# Animal X
Animal X – rumuński zespół tworzący muzykę elektroniczną, założony w 1999 roku.
Muzyka prezentowana przez rumuńską grupę bazuje na stylach electro i breakbeat, jednak w piosenkach można usłyszeć także elementy dance i trance.

## Skład zespołu
- Șopârlă („Jaszczurka”, Alexandru Sebastian Salaman)
- Hienă („Hiena”, Șerban Miron Copot)
- Vierme („Robak”, Mihai Laurențiu Penca)